# Chiajna, Ilfov
Chiajna este satul de reședință al comunei cu același nume din județul Ilfov, Muntenia, România.
Conform site-ului primăriei comunei Chiajna, denumirea satului ar putea veni de la doamna Chiajna, soția vornicului Cernica-Știrbei, proprietarul moșiei pe care s-au stabilit primii cetățeni. Aceștia ar fi venit, conform tradiției orale, cândva în secolul al XVIII-lea, din Imperiul Otoman, o parte din Cernavodă și o parte din Stricleni (un sat din Bulgaria). Prima atestare documentară a satului Chiajna există din 1787, când se menționează în relație cu arderea palatului lui Constantin Ipsilanti de pe moșia Cotroceanca.

## Legături externe
Materiale media legate de Chiajna la Wikimedia Commons
- Pagina oficiala a comunei Chiajna cu informatii si actualitati din Chiajna